# Premier League Player of the Season
Ne pas confondre avec le Joueur de l'année FWA du championnat d'Angleterre de football et le Joueur de l'année PFA du championnat d'Angleterre de football.
Le Premier League Player of the Season (Joueur de la saison de la Premier League en français) est une récompense annuelle décernée depuis 1995 au meilleur joueur de la saison de la Premier League. Le lauréat est désigné à l'issue d'un vote et les électeurs sont des représentants des sponsors de la Premier League, de plusieurs média, des instances du football britannique ainsi que des supporters. Le nom du vainqueur est généralement dévoilé lors de la deuxième ou troisième semaine du mois de mai.
Depuis sa création, le Premier League Player of the Season a eu plusieurs appellations liées à différents parrainages. De 1994 à 2001 il s'appelait Carling Player of the Year, de 2001 à 2004 le Barclaycard Player of the Year et EA Sports Player of the Season depuis la saison 2016-2017.

## Lauréats

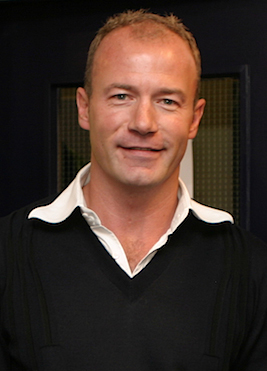
Alan Shearer est le premier lauréat du Premier League Player of the Season en 1995.

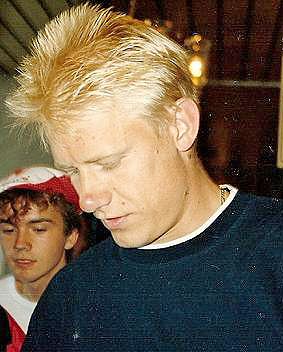
Peter Schmeichel, sacré en 1996, est le seul gardien figurant au palmarès.

| Joueur (X) | Nom du joueur et nombre de fois où il a remporté le prix à ce moment-là (si vainqueur à plusieurs reprises)                 |
|            | Indique que le joueur a remporté le Soulier d'or européen la même saison                                                    |
|            | Indique que le joueur a remporté le Soulier d'or européen et le prix du Meilleur footballeur de l'année FIFA la même saison |
|            | Indique que le club du joueur a été sacré champion d'Angleterre la même saison                                              |

| Saison    | Joueur                | Poste     | Nationalité       | Club              | Références |
| --------- | --------------------- | --------- | ----------------- | ----------------- | ---------- |
| 1994-1995 | Alan Shearer          | Attaquant | Angleterre        | Blackburn Rovers  | [ 1 ]      |
| 1995-1996 | Peter Schmeichel      | Gardien   | Danemark          | Manchester United | [ 2 ]      |
| 1996-1997 | Juninho               | Milieu    | Brésil            | Middlesbrough     | [ 3 ]      |
| 1997-1998 | Michael Owen          | Attaquant | Angleterre        | Liverpool         | [ 4 ]      |
| 1998-1999 | Dwight Yorke          | Attaquant | Trinité-et-Tobago | Manchester United | [ 5 ]      |
| 1999-2000 | Kevin Phillips        | Attaquant | Angleterre        | Sunderland        | [ 6 ]      |
| 2000-2001 | Patrick Vieira        | Milieu    | France            | Arsenal           | [ 7 ]      |
| 2001-2002 | Freddie Ljungberg     | Milieu    | Suède             | Arsenal           | [ 8 ]      |
| 2002-2003 | Ruud van Nistelrooy   | Attaquant | Pays-Bas          | Manchester United | ,          |
| 2003-2004 | Thierry Henry         | Attaquant | France            | Arsenal           | ,          |
| 2004-2005 | Frank Lampard         | Milieu    | Angleterre        | Chelsea           | ,          |
| 2005-2006 | Thierry Henry (2)     | Attaquant | France            | Arsenal           | ,          |
| 2006-2007 | Cristiano Ronaldo     | Attaquant | Portugal          | Manchester United | [ 17 ]     |
| 2007-2008 | Cristiano Ronaldo (2) | Attaquant | Portugal          | Manchester United | ,          |
| 2008-2009 | Nemanja Vidić         | Défenseur | Serbie            | Manchester United | [ 19 ]     |
| 2009-2010 | Wayne Rooney          | Attaquant | Angleterre        | Manchester United | [ 20 ]     |
| 2010-2011 | Nemanja Vidić (2)     | Défenseur | Serbie            | Manchester United | [ 21 ]     |
| 2011-2012 | Vincent Kompany       | Défenseur | Belgique          | Manchester City   | [ 22 ]     |
| 2012-2013 | Gareth Bale           | Milieu    | Pays de Galles    | Tottenham Hotspur | [ 23 ]     |
| 2013-2014 | Luis Suárez           | Attaquant | Uruguay           | Liverpool         | [ 24 ]     |
| 2014-2015 | Eden Hazard           | Milieu    | Belgique          | Chelsea           | [ 25 ]     |
| 2015-2016 | Riyad Mahrez          | Attaquant | Algérie           | Leicester City    | [ 26 ]     |
| 2016-2017 | N'Golo Kanté          | Milieu    | France            | Chelsea           | [ 27 ]     |
| 2017-2018 | Mohamed Salah         | Attaquant | Égypte            | Liverpool         | [ 28 ]     |
| 2018-2019 | Virgil van Dijk       | Défenseur | Pays-Bas          | Liverpool         | [ 29 ]     |
| 2019-2020 | Kevin De Bruyne       | Milieu    | Belgique          | Manchester City   | [ 30 ]     |
| 2020-2021 | Rúben Dias            | Défenseur | Portugal          | Manchester City   | [ 31 ]     |
| 2021-2022 | Kevin De Bruyne (2)   | Milieu    | Belgique          | Manchester City   | [ 32 ]     |
| 2022-2023 | Erling Haaland        | Attaquant | Norvège           | Manchester City   | [ 33 ]     |
| 2023-2024 | Phil Foden            | Milieu    | Angleterre        | Manchester City   | 33         |
| 2024-2025 | Mohamed Salah (2)     | Attaquant | \| Égypte \|      | Liverpool         | 34         |
| Égypte    |                       |           |                   |                   |            |

## Bilan

### Par club
| Club              | Victoire(s) |
| ----------------- | ----------- |
| Manchester United | 8           |
| Manchester City   | 6           |
| Arsenal           | 4           |
| Liverpool         | 4           |
| Chelsea           | 3           |
| Leicester City    | 1           |
| Blackburn Rovers  | 1           |
| Middlesbrough     | 1           |
| Sunderland        | 1           |
| Tottenham Hotspur | 1           |

### Par pays
| Pays              | Victoire(s) |
| ----------------- | ----------- |
| Angleterre        | 6           |
| Belgique          | 4           |
| France            | 4           |
| Portugal          | 3           |
| Pays-Bas          | 2           |
| Serbie            | 2           |
| Algérie           | 1           |
| Brésil            | 1           |
| Danemark          | 1           |
| Égypte            | 1           |
| Norvège           | 1           |
| Pays de Galles    | 1           |
| Suède             | 1           |
| Trinité-et-Tobago | 1           |
| Uruguay           | 1           |

### Par poste
| Poste     | Victoire(s) |
| --------- | ----------- |
| Attaquant | 14          |
| Milieu    | 10          |
| Défenseur | 5           |
| Gardien   | 1           |